# James E. Bailey

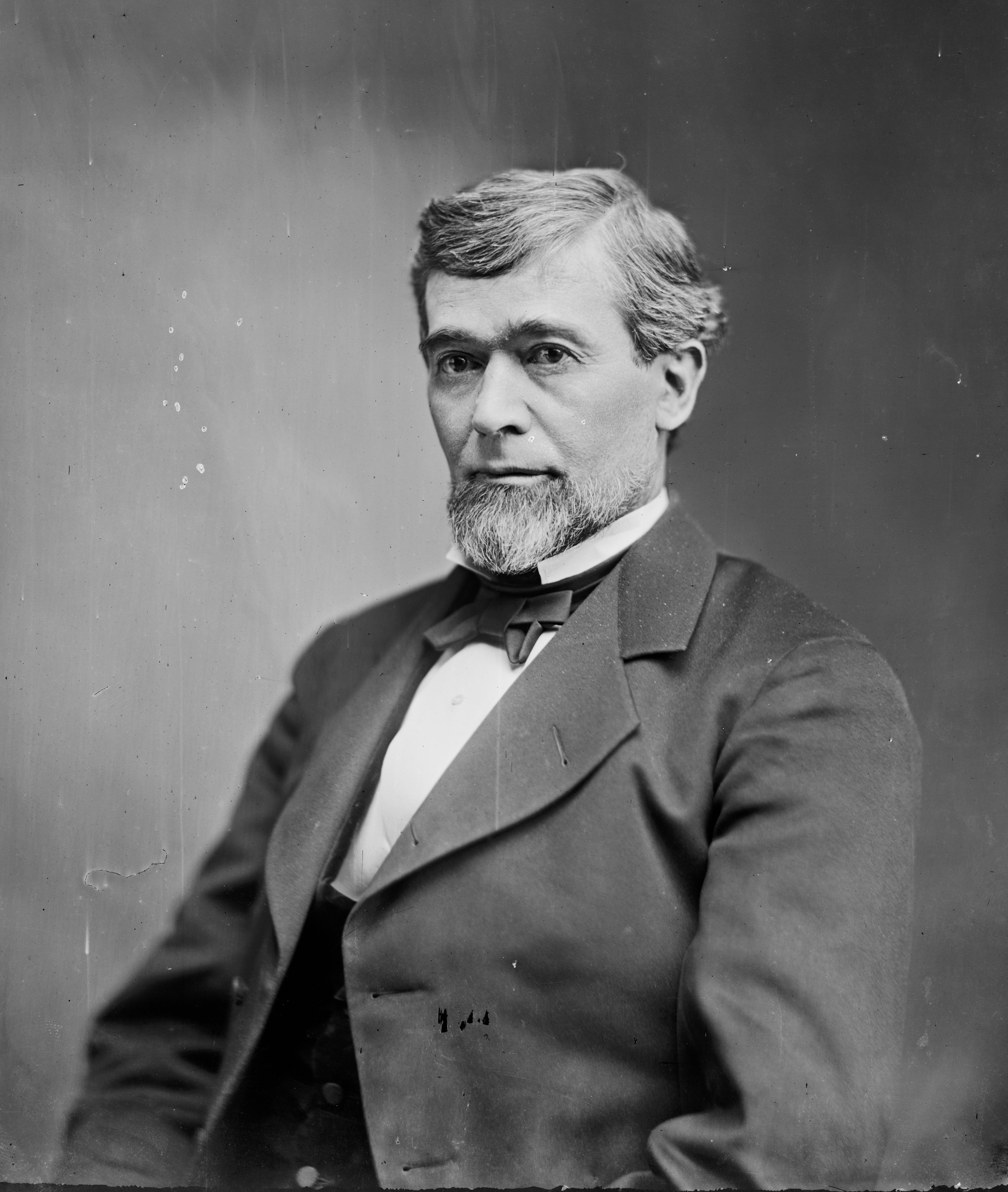
James E. Bailey

James Edmund Bailey (* 15. August 1822 im Montgomery County, Tennessee; † 29. Dezember 1885 in Clarksville, Tennessee) war ein US-amerikanischer Politiker der Demokratischen Partei.
Nach dem Besuch einer Privatschule in Clarksville und der University of Nashville studierte Bailey Jura und wurde 1843 in die Anwaltskammer aufgenommen. In der Folge begann er in Clarksville als Jurist zu arbeiten. Politisch betätigte er sich erstmals 1853, als er für die Whigs ins Repräsentantenhaus von Tennessee gewählt wurde.
Während des Amerikanischen Bürgerkriegs diente er als Colonel eines Regiments aus Tennessee. 1874 wurde er von Gouverneur John Calvin Brown zum Richter am staatlichen Schiedsgericht berufen. In die Politik kehrte James Bailey 1877 zurück, als er in der Nachfolge des verstorbenen US-Präsidenten Andrew Johnson Mitglied des US-Senats für Tennessee wurde. Seine Amtszeit dauerte vom 19. Januar 1877 bis zum 3. März 1881; um eine Wiederwahl bemühte er sich vergeblich. Im Senat war er Vorsitzender des Ausschusses für Bildung und Arbeit (heute Committee on Health, Education, Labor, and Pensions).
Nach Ende seiner Amtszeit kehrte er nach Clarksville zurück, wo er wieder als Anwalt tätig wurde und am 29. Dezember 1885 starb. Er war Sklavenhalter.